# Ram Baran Yadav
Ram Baran Yadav (Dhanusa,4 februari 1948), afgestudeerd arts, voormalig minister van Gezondheidszorg en lid van de Nepalese Congrespartij, was van 2008 tot 2015 de eerste president van de federale republiek Nepal.
Yadav werd op 21 juli 2008 tot president gekozen door het parlement met 308 van de 590 stemmen; tien meer dan de benodigde meerderheid. Hij versloeg daarmee Ram Raja Prasad Singh van de Communistische Partij van Nepal (maoïstisch), de kandidaat van de maoïstische ex-rebellen, die in april 2008 de eerste parlementsverkiezingen sinds de Nepalese Burgeroorlog hadden gewonnen.
Zijn voorganger Girija Prasad Koirala was voorlopig staatshoofd na de afschaffing van de monarchie.